# زارتونك
صحيفة «زارتونك» (بالأرمنية Զարթօնք أي النهضة وبالأحرف اللاتينية Zartonk) صحيفة يومية تصدر من الإثنين إلى الجمعة في بيروت، لبنان.
تأسست الجريدة في 26 أيلول / سبتمبر 1937 بـ اللغة الأرمنية هي الناطق الرسمي باسم حزب الرامغافار الأرمني في لبنان.